# Langues kiranti
Les langues kiranti (également appelées bahing-vayu dans la terminologie de Paul K. Benedict (1972)) sont une famille de langues tibéto-birmanes parlées au Népal, au Sikkim et dans les collines du Darjeeling par le peuple kiranti.

## Classification
Les langues kiranti sont généralement considérées comme faisant partie d'une famille dite maha-kiranti, bien que les spécialistes ne soient pas totalement certains ni de l'existence d'un sous-groupe linguistique kiranti ni de sa position phylogénétique précise (Matisoff 2003, pp. 5-6; Thurgood 2003, pp. 15-16; Ebert 2003, pg. 505). Ainsi, Jacques (2012) indique que le groupe kiranti pourrait être paraphylétique, puisque aucune innovation commune dans le lexique n'a encore été identifiée, bien qu'il identifie au moins une innovation morphologique possible, à savoir le suffixe portemanteau #-nV dénotant le sujet de 1re personne et l'objet de 2e personne.

## Langues
Il y a plus d'une vingtaine de langues kiranti. Les plus connues sont le sunwar, le bahing, le limbu, le wayu, le lohorung et le kulung. De manière plus exhaustive, on peut citer les langues suivantes:
Kiranti central-oriental
Kiranti oriental
Arun supérieur
- yamphu (en), yamphu du Sud (ou lohorung du Sud), lohorung, meohang (en), ?waling (en)

Yakkha-Limbu
- limbu
- Macro-yakkha: yakkha (en), lumba-yakkha (en), phangduwali (en), belhare (en), athpare, chintang, chulung

Kiranti central
- khambu (rai): kulung, nachering (en), sampang (en), saam (en)
- méridional: bantawa (en), puma, chamling, dungmali (en)

Kiranti occidental
- central: thulung (en) (peut-être une branche primaire du kiranti)
- chaurasiya: wambule, jerung (en)
- rivière Dudhkosi supérieure: khaling, dumi, koi
- nord-ouest (Sunuwar Kõits): bahing, sunwar, hayu

Ethnologue ajoute le tilung aux langues kiranti occidentales. Opgenort (2011) indique que le tilung partage des innovations phonologiques communes avec le thulung (concernant notamment les constrictives initiales), mais que du point de vue lexical c'est avec le chamling et plus généralement les langues kiranti centrales-orientales que le tilung partage le plus de cognats.
Les verbes kiranti ne sont pas faciles à segmenter, en grande partie en raison de la présence de morphèmes porte-manteaux, de chaînes affixales complexes et d'allomorphie massive.